# Dschargalant (Chöwsgöl)

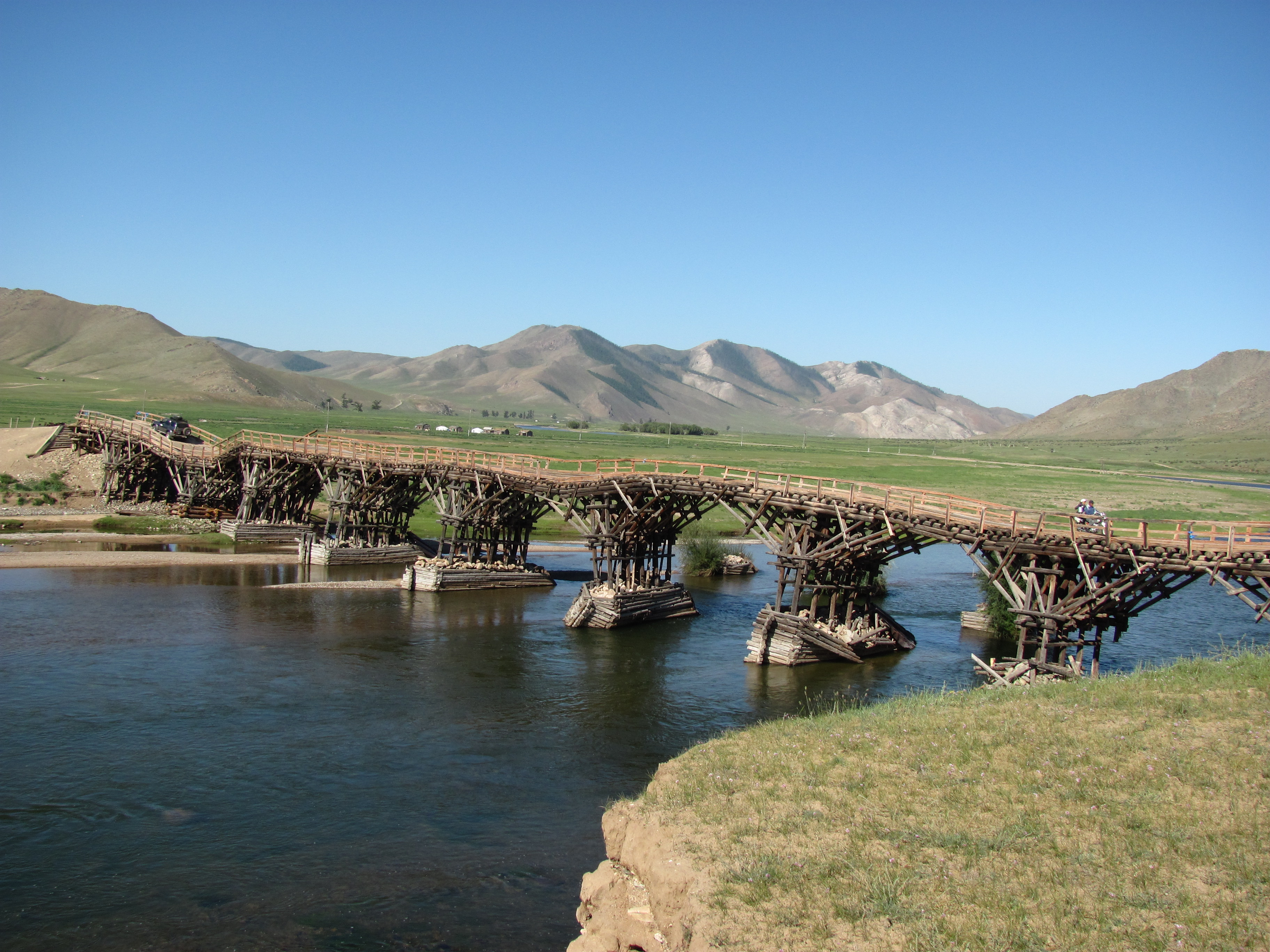
Brücke (1940) über die Ider

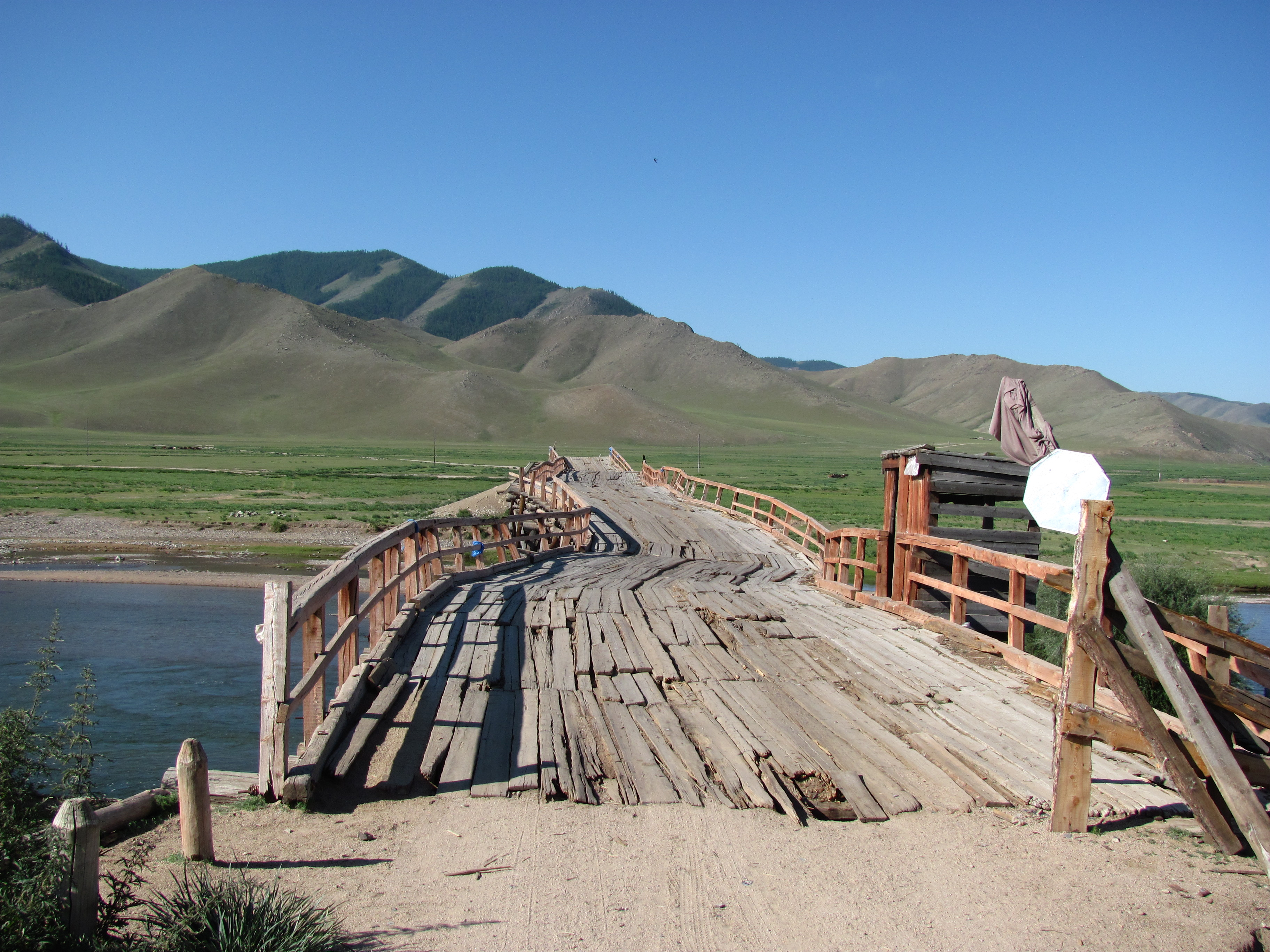
Brücke (1940) über die Ider

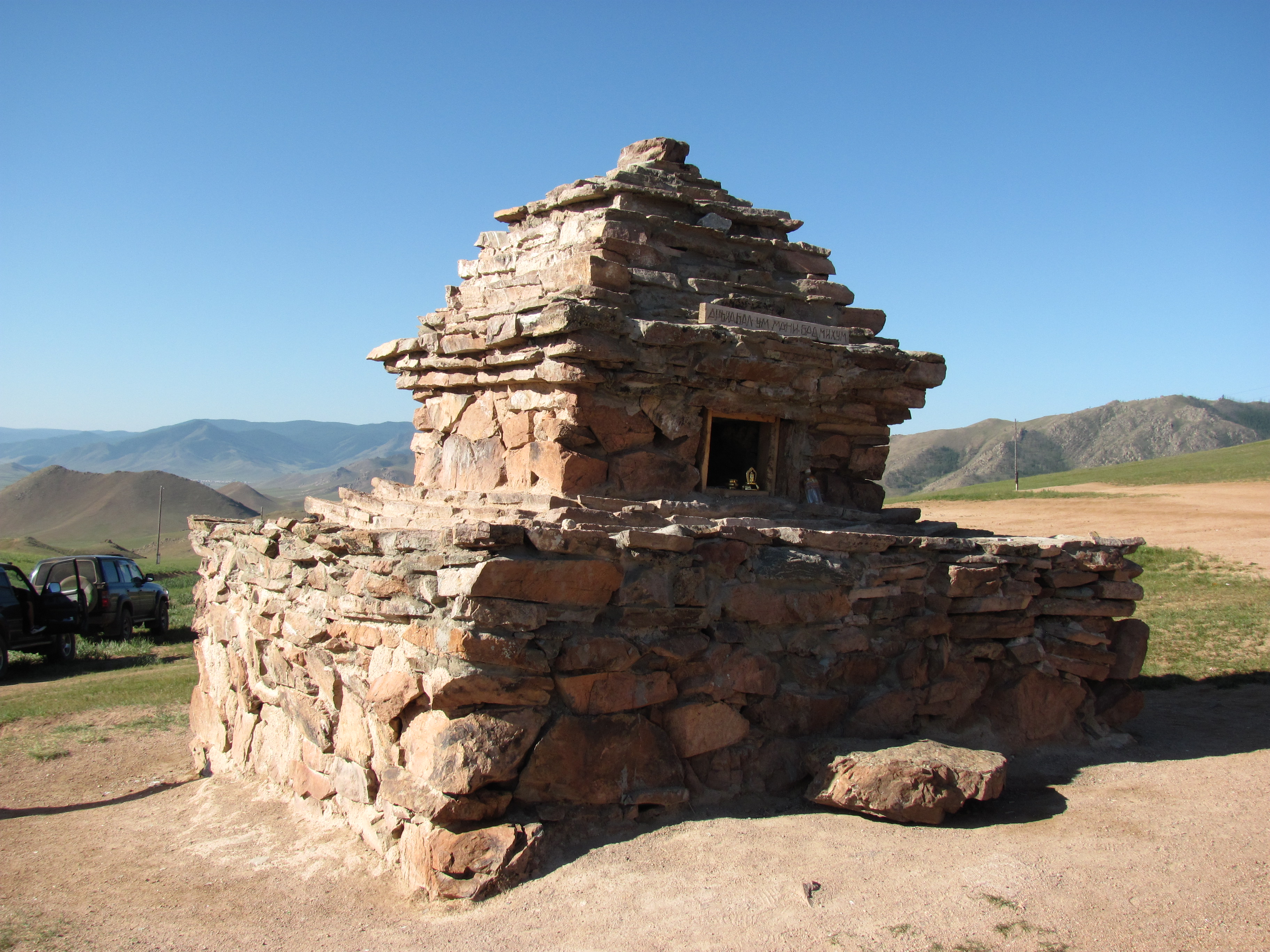
Gelenkhüü-Stupa (1890)

Die Stadt Dschargalant (mongolisch Жаргалант) liegt im Norden der Mongolei in der Provinz (Aimag) Chöwsgöl. Sie ist Sitz der Verwaltung des gleichnamigen Landkreises (Sum). Der offizielle Name der Stadt, Orgil (mongolisch Оргил), ist vielen Mongolen nicht geläufig, da in der Mongolei der Name der Kreisstadt üblicherweise identisch mit dem Namen des Sum ist, von denen es in der Mongolei 330 gibt.

## Lage und Größe
Der 2549 km² große Sum Dschargalant zählte 2009 5183 Einwohner (hauptsächlich Chalcha), von denen 1315 in der Stadt Dschargalant lebten.  Fast alle Einwohner wohnen in Häusern, Jurten stehen noch auf einigen Grundstücken (Chaschaa). Die Stadt liegt 172 km südöstlich von Mörön, der Hauptstadt des Aimags Chöwsgöl, und 886 km nordwestlich von Ulaanbaatar. Unweit der Stadt fließt die Ider, mit einer Länge von 452 km der achtlängste Fluss der Mongolei.

## Verkehr
Wie zahlreiche andere Ortschaften in der Mongolei, so ist auch Dschargalant lediglich über Pisten und nicht über eine asphaltierte Straße zu erreichen. Unweit der Stadt führte eine 1940 errichtete Holzbrücke über die Ider. Fahrzeuge zum Personentransport durften sie allerdings nur ohne ihre Fahrgäste passieren, die Passagiere überquerten die Brücke zu Fuß. Die Holzbrücke wurde 2022 abgerissen. Eine Betonbrücke etwas westlich und damit näher am Ort gibt es seit 2012.

## Sehenswürdigkeiten

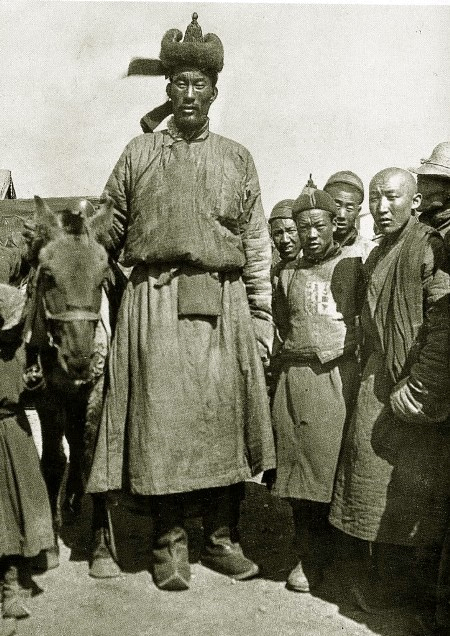
Öndör Gongor (Өндөр Гонгор)

- Im Museum sind neben ausgestopften Tieren und sakralen Gegenständen auch Fotos von Öndör Gongor (Өндөр Гонгор) zu sehen, einem Mann von außergewöhnlicher Körpergröße, der aus Dschargalant stammte und etwa 1880–1930 lebte. Der Name bedeutet wörtlich "Der hohe Gongor". Seine Größe wird einerseits mit 2,36 m, andererseits auch mit 2,45 m oder 2,63 m angegeben.[4]
- Ebenfalls sehenswert ist das 1890 gegründete Kloster Dschargalantiin Dugan.
- Einige Kilometer nördlich der Stadt ist an der Landstraße nach Mörön ein 3 m hoher Stupa aus Granit sehenswert, der 1890 von dem Mönch Gelenkhüü erbaut wurde.[5] Um die Person des Gelenkhüü (1870–1937), der ebenfalls aus dem Raum Dschargalant stammte, ranken sich zahlreiche Legenden. Er sorgte u. a. durch seine Flugversuche mit von ihm selbst konstruierten Flügeln aus Schafsleder für Aufsehen, wegen derer ihm am Flughafen der Provinzhauptstadt Mörön ein Denkmal errichtet wurde.

## Infrastruktur
Als Kreisstadt, in der verschiedene Behörden ihren Sitz haben, verfügt Dschargalant über zwei Hotels, Schulen, einen Kindergarten und eine Gesundheits- und Entbindungsstation. Verschiedene Geschäfte dienen der Deckung des täglichen Bedarfs. Wenige Kilometer östlich der Stadt bestehen auch in einem Jurtencamp Unterkunftsmöglichkeiten für Touristen.